# Herman Bernstein

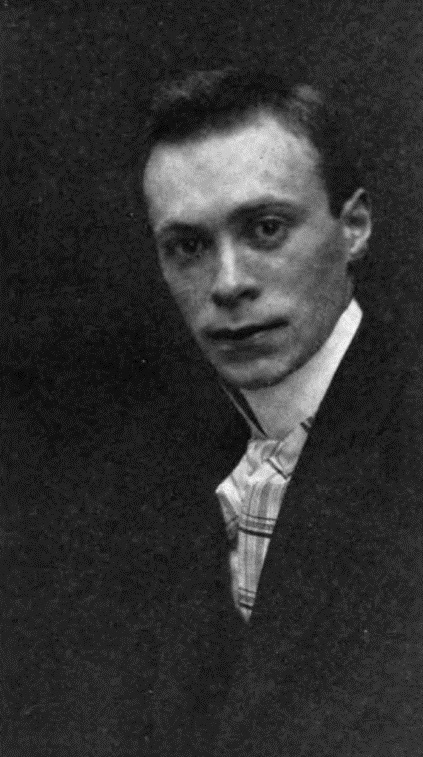
Herman Bernstein (vor 1903)

Herman Bernstein (geboren 21. September 1876 in Vladislavovas, Russisches Kaiserreich; gestorben 31. August 1935 in Sheffield, Massachusetts) war ein US-amerikanischer jüdischer Journalist, Schriftsteller, Übersetzer und Diplomat.

## Leben
Hermann Bernstein wurde in Neustadt-Schirwindt (russisch: Vladislavovas) an der litauisch-deutschen Grenze geboren, das damals im Russischen Kaiserreich lag. Seine Familie zog 1883 nach Mogiljow, und er besuchte dort die jüdische Volksschule. Im Jahr 1893 emigrierte die Familie in die Vereinigten Staaten nach Chicago. Ab 1897 fasste er als Literat in New York Fuß. Er übersetzte unter anderem Maxim Gorki aus dem Russischen und veröffentlichte eigene Gedichte. In der New Yorker Evening Post erschienen Betrachtungen über die osteuropäischen Ghettos, die 1902 unter dem Titel In the Gates of Israel als Buch erschienen. Seit 1901 war er mit Sophie Friedman verheiratet, sie hatten vier Kinder.
Zwischen 1908 und 1912 war Bernstein wiederholt Korrespondent der New York Times in Europa und auch in Russland. 1914 wurde er Gründer und Chefredakteur der Zeitung The Day und des American Hebrew. Als Korrespondent des New York Herald wurde er zwischen 1917 und 1920 Zeuge der verschiedenen Phasen der Russischen Revolution. Er übersetzte und veröffentlichte 1918 den geheimen Telegrammverkehr zwischen dem deutschen Kaiser Wilhelm II. und dem letzten russischen Zaren Nikolaus II., von dem er 1917 einen Teil in Russland aufgestöbert hatte. Er berichtete auch von der Pariser Friedenskonferenz 1919.
Auch in den 1920er Jahren reiste er wiederholt als Korrespondent nach Europa. Seine Interviews mit Berühmtheiten wie Henri Bergson, Albert Einstein, Vladimir Jabotinsky bis George Bernard Shaw, Lew Tolstoi und Chaim Weizmann umfassten schließlich drei gedruckte Bände.
Bernstein übersetzte literarische Werke und Theaterstücke aus dem Russischen und Deutschen, darunter Werke von Leonid Andrejew, Mendel Beilis, Maxim Gorki, Fritz Gottwald, Nikolaj Jewrenow, Georg Kaiser, Ludwig Thoma, Lew Tolstoi und Lew Urwantsow.
Bernstein schrieb selbst Gedichte, Kurzgeschichten – eine in Esperanto –, einen Roman sowie Theaterstücke, die am Broadway aufgeführt wurden.

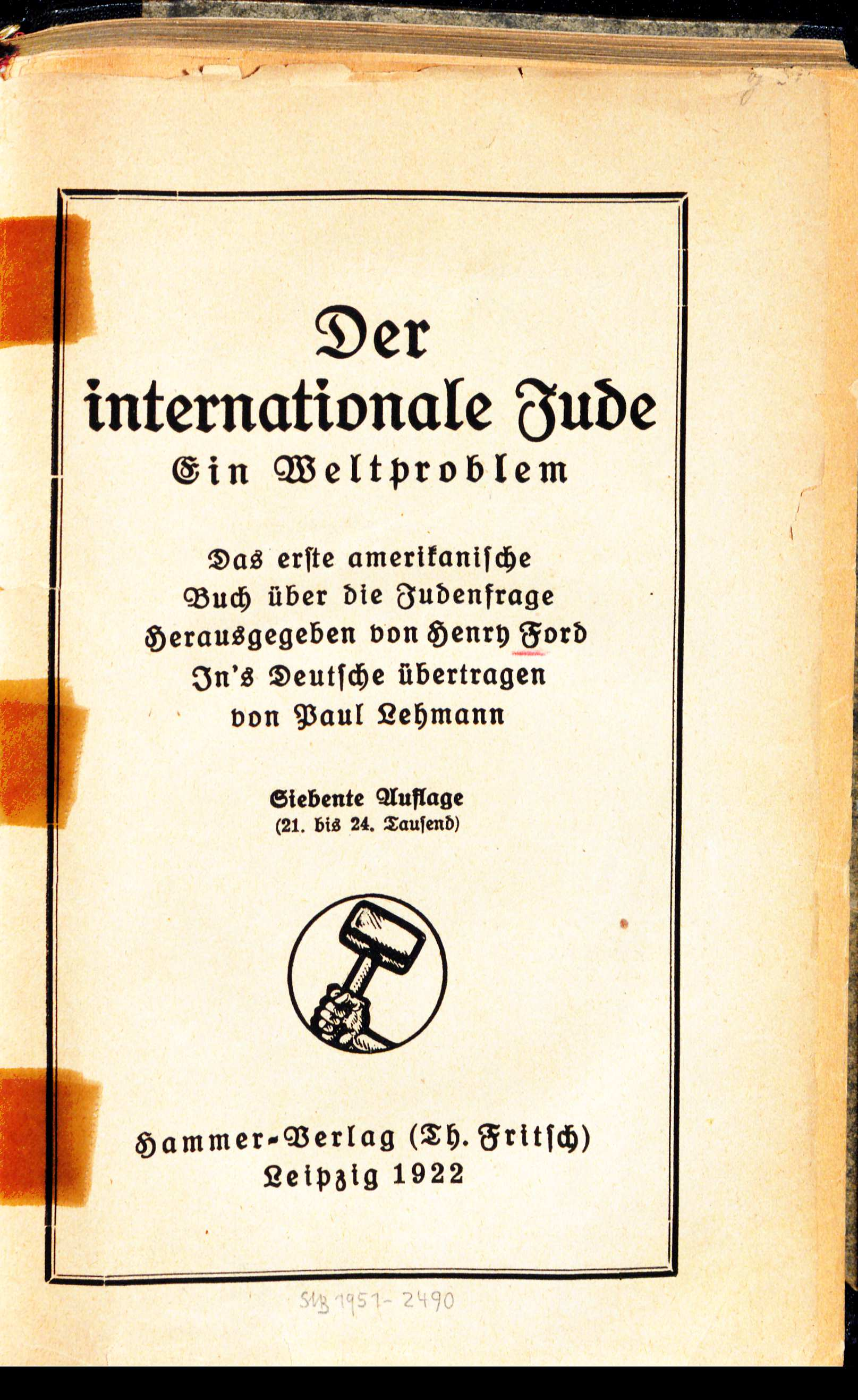
Der internationale Jude, deutsche Übersetzung, Band 1, 1922. Das Bernstein-Zitat auf Seite 90

Bernstein klärte über die andauernden Pogrome im Nachkriegsrussland und in Polen auf. Er arbeitete als Sekretär für das American Jewish Committee bei der Bekämpfung des Antisemitismus. Er verfasste 1921 mit The History of a Lie die erste englische Monografie über die Protokolle der Weisen von Zion, die erheblich erweiterte Ausgabe The Truth about the Protocols of Zion erschien 1935. Der Automobilhersteller Henry Ford finanzierte die antisemitische Zeitung The Dearborn Independent, die eine Artikelserie über die Protokolle druckte, die Ford zusätzlich unter dem Titel The International Jew mit einer Auflage von einer halben Million Exemplaren verkaufte. In einem der Artikel wurde Bernstein zur Herkunft der Protokolle lügenhaft zitiert, als ob Bernstein bestätigen würde, dass die Protokolle keine Fälschung seien. Der von ihm angestrengte Verleumdungsprozess gegen Ford scheiterte an der anwaltlichen Übermacht Fords und zog sich hin. Um den Absatz seiner Automobilproduktion nicht zu gefährden, musste Ford sich erst 1927 in einem anderen Prozess mit Aaron Sapiro vergleichen, alle noch vorhandenen Kopien des Buchs Der internationale Jude vernichten und sich öffentlich entschuldigen. Sapiro und auch Bernstein erhielten von Ford eine Entschädigung für die Prozesskosten.
Bernstein unterstützte 1928 die Präsidentschaftskampagne des Republikaners Herbert Hoover. Präsident Hoover machte ihn 1930 zum Botschafter der USA im Königreich Albanien, den Posten verließ Bernstein 1933, versehen mit einem diplomatisch üblichen Großkreuz des Skanderbeg-Ordens.

## Schriften (Auswahl)
- The Flight of Time and Other Poems. 1899
- In the Gates of Israel: Stories of the Jews. Kurzgeschichten. Taylor, New York 1902
- Contrite Hearts. Roman. A. Wessels Company, New York 1903
- With Master Minds: Interviews by Herman Bernstein. Universal Series Publishing, New York 1913
- La rekta Gibulo. Buch in Esperanto. 1915
- The Willy-Nicky Correspondence: Being the Secret and Intimate Telegrams Exchanged Between the Kaiser and the Tsar. Vorwort Theodore Roosevelt. Knopf, New York 1918
- Celebrities of Our Time. Interviews. Joseph Lawren, New York 1924
- History of a Lie. "The protocols of the wise men of Zion": a study. Ogilvie, New York 1921
- Twenty-Five Years. Kurze Autobiografie. New York, 1924
- The Road to Peace: Interviews With Famous Americans and Europeans. Frank-Maurice, New York 1926
- Herbert Hoover: The Man Who Brought America to the World. Herald-Nathan Press, 1928
- Can We Abolish War? Broadview, New York 1935
- The Truth About the 'Protocols of Zion' - A Complete Exposure. Covici Friede, New York 1935
- The League of Men. o. J.